# Gluténine
La gluténine est une protéine de « réserve » présente dans les graines, du groupe des glutélines. Elle est abondante dans la farine de blé, dont elle constitue 47 % des protéines. Il s'agit d'agrégats protéiques constitués de sous-unités de masse moléculaire faible (LMW) ou élevée (HMW), allant d'environ 200 kDa à quelques millions de daltons, stabilisés notamment par des ponts disulfure et des interactions hydrophobes.
Elle est de forme allongée : 5 000 Å x 17,5 Å. C'est la gluténine qui est responsable de la consistance et de l'élasticité de la pâte en pâtisserie.
On distingue les fractions LWM et HMW de la gluténine selon qu'elles migrent plus ou moins vite vers la cathode après purification et électrophorèse sur gel de polyacrylamide avec laurylsulfate de sodium (SDS-PAGE).
Le gluten de blé est constitué principalement de deux fractions protéiques : les gliadines et les gluténines. Les premières sont des protéines monomériques solubles rangées en quatre groupes appelés gliadines α, β, γ et ω. Les gluténines, au contraire, sont insolubles dans l'eau et constituées de nombreuses sous-unités. Chez le blé, les gliadines γ et ω sont codées par des gènes du locus Gli-1 du bras court de chromosomes du groupe 1, tandis que les gliadines α et β sont codées par des gènes du bras court de chromosomes du groupe 6 : les gluténines LMW sont codées par des gènes du locus Glu-3, qui est étroitement lié au locus Gli-1, tandis que les gluténines HMW sont codées par des gènes du locus Glu-1 des bras longs de chromosomes du groupe 1. Chaque locus Glu-1 consiste en deux gènes étroitement liés codant une gluténine de type x et une gluténine de type y, le polymorphisme permettant l'existence de nombreux allèles différents sur chaque locus. Les gènes de type y du locus Glu-A1 ne sont pas exprimés chez le blé hexaploïde. En raison des relations étroites entre les gènes de type x et y, les gluténines HMW sont classées en allèles selon le type x ou y des sous-unités exprimées.